# Cidípides
Els cidípides (Cydippida) són un ordre de ctenòfors de la classe dels tentaculats. Es diferencien d'altres ctenòfors per tenir els cos esfèric o ovalat, i pels seus tentacles ramificats que poden retreure's dins de bosses a cada costat de la faringe.

## Característiques
Els cidípides són més o menys arrodonits, de vegades gairebé esfèrics, però n'hi ha de cilíndrics o ovalats, com Pleurobrachia. Dels costats oposats del cos surten un parell de tentacles llargs i prims, albergats en una bossa on es poden retreure. Algunes espècies tenen el cos més o menys aplanat, de manera que són més amples en el pla dels tentacles.
Els tentacles estan normalment vorejats de tentil·les ("tentacles petits"), tot i que uns quants gèneres tenen tentacles senzills sense aquestes ramificacions laterals. Els tentacles i les tentil·les estan densament recoberts amb col·loblasts microscòpics que capturen diminutes preses del plancton.
A més dels col·loblasts, membres del gènere Haeckelia, que s'alimenten principalment de meduses, incorporen cnidòcits de les seves preses als seus propis tentacles (això mateix fan alguns mol·luscs nudibranquis).
Les tentil·les de Euplokamis difereix significativament de les d'altres cidípides, ja que contenen múscul estriat, un tipus de cèl·lules absent en altres ctenòfors, i estan enroscats quan es relaxen, mentre les tentil·les dels altres ctenòfors estan disteses quan es relaxen.

## Taxonomia
L'ordre Cydippida inclou les 13 famílies i un total de 74 espècies:
- Família Aulacoctenidae Lindsay & Miyake, 2007
- Família Bathyctenidae Mortensen, 1932
- Família Cryptocodidae Leloup, 1938
- Família Ctenellidae C. Carré & D. Carré, 1993
- Família Dryodoridae Harbison, 1996
- Família Euchloridae
- Família Euplokamididae Mills, 1987
- Família Haeckeliidae Krumbach, 1925
- Família Lampeidae Krumbach, 1925
- Família Mertensiidae L. Agassiz, 1860
- Família Pleurobrachiidae Chun, 1880
- Família Pukiidae Gershwin, Zeidler & Davie, 2010
- Família Vampyroctenidae Townsend, Damian-Serrano & Whelan, 2020